# Campeonato Russo de Futebol de 2004 - Terceira Divisão
O Campeonato Russo de Futebol - Terceira Divisão de 2004 foi o décimo terceiro torneio desta competição. Participaram oitenta e uma equipes. O nome do campeonato era "Segunda Divisão" (Vtórai Divizion), dado que a primeira divisão era a "Liga Premier" e a segunda divisão era a "Primeira Divisão" (Perváia Divizion). O campeonato era dividido em cinco torneios independentes - Zona Leste, Oeste, Central, Sul e Ural-Volga sendo 18 na Oeste, 17 na Central, 17 na Sul, 19 na Ural-Volga e 10 na Leste.

## Participantes da Zona Oeste
| Equipe                                | Cidade           | Região                 | No ano anterior                                                  | Estádio                                                          | Capacidade                           | Títulos             | Participações |
| ------------------------------------- | ---------------- | ---------------------- | ---------------------------------------------------------------- | ---------------------------------------------------------------- | ------------------------------------ | ------------------- | ------------- |
| FC Dinamo Vologda                     | Vologda          | Oblast de Vologda      | Vice Campeão                                                     | Estádio Dínamo                                                   | 10.000                               | 0 (não possui)      | 12            |
| FC Spartak Shchyolkovo                | Shchyolkovsky    | Oblast de Moscovo      | Décimo Sétimo Lugar                                              | Estádio Spartak                                                  | 500                                  | 0 (não possui)      | 11            |
| FC Spartak Kostroma                   | Kostroma         | Oblast de Kostroma     | Décimo Lugar                                                     | Estádio Urojay                                                   | 3.200                                | 0 (não possui)      | 9             |
| FC Volochanin-Ratmir Vyshny Volochyok | Vyshny Volochyok | Oblast de Tver         | Quarto Lugar                                                     | Estádio Spartak                                                  | 5.000                                | 0 (não possui)      | 9             |
| FC Sportakademklub Moscovo            | Izmaylovo        | Moscovo                | Décimo Oitavo Lugar                                              | Estádio FOP Izmaylovo                                            | 10.000                               | 0 (não possui)      | 8             |
| FC Pskov-2000                         | Pskov            | Oblast de Pskov        | Nono Lugar                                                       | Estádio Mashinostroitel                                          | ---                                  | 0 (não possui)      | 8             |
| FC Severstal Cherepovets              | Cherepovets      | Oblast de Vologda      | Décimo Sexto Lugar                                               | Estádio Metallurg                                                | 11.500                               | 1 (2000 Zona Oeste) | 5             |
| FC Tekstilshchik-Telekom Ivanovo      | Ivanovo e Shuya  | Oblast de Ivanovo      | align="center"                                                   | align="center"\|Estádio Tekstilshchik e Estádio Trud VM Metelsky | 9.565 (somente o estádio de Ivanovo) | 0 (não possui)      | 7             |
| FC Torpedo Vladimir                   | Vladimir         | Oblast de Vladimir     | Décimo Primeiro Lugar                                            | Estádio Torpedo                                                  | 19.700                               | 0 (não possui)      | 7             |
| FC Lokomotiv São Petersburgo          | Tsentralny       | São Petersburgo        | Oitavo Lugar                                                     | Estádio Kirov                                                    | 100.000                              | 0 (não possui)      | 8             |
| BSK                                   | Spirovsky        | Oblast de Tver         | Décimo Terceiro Lugar                                            | ---                                                              | ---                                  | 0 (não possui)      | 3             |
| FC Petrotrest São Petersburgo         | Petrogrado       | São Petersburgo        | Terceiro Lugar                                                   | Estádio Petrovsky                                                | 21.570                               | 0 (não possui)      | 2             |
| FC Reutov                             | Reutov           | Oblast de Moscovo      | Quinto Lugar                                                     | Estádio Start                                                    | 2.000                                | 0 (não possui)      | 2             |
| FC Vidnoye                            | Leninsky         | Oblast de Moscovo      | Sexto Lugar                                                      | Estádio Start                                                    | 2.000                                | 0 (não possui)      | 2             |
| FC Volga Tver                         | Tver             | Oblast de Tver         | Acesso pelo Campeonato Russo de Futebol de 2003 - Quarta Divisão | Estádio Khimik                                                   | 7.875                                | 0 (não possui)      | 8             |
| FC Almaz Moscovo                      | Sokol            | Moscovo                | Acesso pelo Campeonato Russo de Futebol de 2003 - Quarta Divisão | --                                                               | --                                   | 0 (não possui)      | 1             |
| FC Baltika Tarko Kaliningrado         | Kaliningrado     | Oblast de Kaliningrado | Acesso pelo Campeonato Russo de Futebol de 2003 - Quarta Divisão | Estádio Baltika                                                  | 14.000                               | 0 (não possui)      | 1             |

## Participantes da Zona Central
| Equipe                        | Cidade        | Região             | No ano anterior                                                    | Estádio                     | Capacidade | Títulos          | Participações |
| ----------------------------- | ------------- | ------------------ | ------------------------------------------------------------------ | --------------------------- | ---------- | ---------------- | ------------- |
| FC AgroKomplekt Riazan        | Riazan        | Oblast de Riazan   | Quarto Lugar                                                       | Estádio CSK                 | 25.000     | 0 (não possui)   | 12            |
| FC Don Novomoskovsk           | Novomoskovsky | Oblast de Tula     | Quinto Lugar                                                       | Estádio Khimik              | 5.200      | 0 (não possui)   | 10            |
| FC Spartak Tambov             | Tambov        | Oblast de Tambov   | Sétimo Lugar                                                       | Estádio Spartak             | 6.500      | 0 (não possui)   | 10            |
| FC Saturn Yegoryevsky         | Yegoryevsky   | Oblast de Moscovo  | Décimo Segundo Lugar                                               | ---                         | ---        | 0 (não possui)   | 8             |
| FC Spartak Lukhovitsy         | Lukhovitsky   | Oblast de Moscovo  | Nono Lugar                                                         | Estádio Spartak             | 4.400      | 0 (não possui)   | 7             |
| FC Titan Moscovo              | Reutov        | Oblast de Moscovo  | Sexto Lugar                                                        | ---                         | --         | 0 (não possui)   | 7             |
| FC Lokomotiv Kaluga           | Kaluga        | Oblast de Kaluga   | Décimo Quarto Lugar                                                | Estádio Central             | 4.000      | 0 (não possui)   | 7             |
| FC Avangard Kursk             | Kursk         | Oblast de Kursk    | Décimo Terceiro Lugar                                              | Estádio Trudovye Rezervy    | 11.329     | 0 (não possui)   | 9             |
| FC Ielets                     | Ielets        | Oblast de Lipetsk  | Décimo Lugar                                                       | Estádio Trud                | 8.800      | 0 (não possui)   | 5             |
| FC Salyut-Energiya Belgorod   | Belgorod      | Oblast de Belgorod | Terceiro Lugar                                                     | Estádio Salyut              | 12.000     | 1 (1993 Zona 02) | 9             |
| FC Vityaz Podolsk             | Podolsk       | Oblast de Moscovo  | Oitavo Lugar                                                       | Estádio Avangard            | 4.500      | 0 (não possui)   | 4             |
| FC Biokhimik-Mordovia Saransk | Saransk       | Mordóvia           | Décimo Oitavo Lugar                                                | Estádio Start               | 11.581     | 0 (não possui)   | 7             |
| FC Zenit Penza                | Penza         | Oblast de Penza    | Décimo Primeiro Lugar                                              | Estádio Primeiro de Maio    | 5.000      | 0 (não possui)   | 8             |
| FC Iskra Engels               | Engels        | Oblast de Saratov  | Décimo Sétimo Lugar                                                | Estádio Municipal           | 12.000     | 0 (não possui)   | 8             |
| FC Fakel Voronej              | Voronej       | Oblast de Voronej  | Rebaixado do Campeonato Russo de Futebol de 2003 - Segunda Divisão | Estádio da Central Sindical | 32.750     | 0 (não possui)   | 2             |
| FC Obninsk                    | Obninsk       | Oblast de Kaluga   | Acesso pelo Campeonato Russo de Futebol de 2003 - Quarta Divisão   | Estádio Trud                | 4.000      | 0 (não possui)   | 5             |
| FC Lobnya Alla Lobnya         | Lobnya        | Oblast de Moscovo  | Acesso pelo Campeonato Russo de Futebol de 2003 - Quarta Divisão   | Estádio Moscovita           | 3.000      | 0 (não possui)   | 1             |

## Participantes da Zona Leste
| Equipe                         | Cidade             | Região                | No ano anterior      | Estádio                  | Capacidade | Títulos                              | Participações |
| ------------------------------ | ------------------ | --------------------- | -------------------- | ------------------------ | ---------- | ------------------------------------ | ------------- |
| FC Dínamo Barnaul              | Barnaul            | Krai de Altai         | Vice Campeão         | Estádio Dínamo           | 16.000     | 0 (não possui)                       | 10            |
| FC Amur Blagoveshchensk        | Blagoveshchensk    | Oblast de Amur        | Nono Lugar           | Estádio Amur             | 13.500     | 0 (não possui)                       | 12            |
| FC Okean Nakhodka              | Nakhodka           | Krai do Litoral       | Oitavo Lugar         | Estádio Vodnik           | 10.000     | 0 (não possui)                       | 8             |
| FC Zvezda Irkutsk              | Irkutsk            | Oblast de Irkutsk     | Quarto Lugar         | Estádio Trud             | 28.500     | 0 (não possui)                       | 6             |
| FC Sibiryak Bratsk             | Bratsk             | Oblast de Irkutsk     | Sétimo Lugar         | Estádio Metallurg        | 8.000      | 0 (não possui)                       | 7             |
| FC Irtysh Omsk                 | Omsk               | Oblast de Omsk        | Terceiro Lugar       | Estádio Estrela Vermelha | 18.000     | 1 (1996 Zona Leste)                  | 7             |
| FC Shakhtyor Prokopyevsk       | Prokopyevsk        | Oblast de Kemerovo    | Décimo Segundo Lugar | Estádio Shakhtyor        | 8.500      | 0 (não possui)                       | 7             |
| FC Chkalovets-1936 Novosibirsk | Novosibirsk        | Oblast de Novosibirsk | Vice Campeão         | Estádio Spartak          | 12.500     | 1 (1994 Zona Sibéria)                | 8             |
| FC Metallurg Krasnoyarsk       | Krasnoyarsk        | Krai de Krasnoyarsk   | Décimo Segundo Lugar | Estádio Central          | 22.500     | 1 (1995 Zona Leste, 1998 Zona Leste) | 6             |
| FC Smena Komsomolsk-na-Amure   | Komsomolsk do Amur | Krai de Khabarovsk    | Quinto Lugar         | Estádio Vanguard         | 16.000     | 0 (não possui)                       | 5             |

## Participantes da Zona Sul
| Equipe                             | Cidade             | Região                  | No ano anterior                                                    | Estádio               | Capacidade | Títulos               | Participações |
| ---------------------------------- | ------------------ | ----------------------- | ------------------------------------------------------------------ | --------------------- | ---------- | --------------------- | ------------- |
| FC Avtodor Vladikavkaz             | Vladikavkaz        | Ossétia do Norte-Alânia | Sexto Lugar                                                        | Estádio SOK Tedeyev   | 3.000      | 1 (1992 Zona 02)      | 12            |
| FC Angust Nasran                   | Nazran             | Inguchétia              | Oitavo Lugar                                                       | Estádio Rashid Aushev | 3.500      | 0 (não possui)        | 9             |
| FC Slaviansk Slaviansk do Kuban    | Slaviansk do Kuban | Krai de Krasnodar       | Décimo Terceiro Lugar                                              | --                    | --         | 0 (não possui)        | 9             |
| FC Drujba Maikop                   | Maikop             | Adiguésia               | Décimo Primeiro Lugar                                              | Estádio Yunost        | 7.000      | 0 (não possui)        | 6             |
| FC Vityaz Krymsk                   | Krymsky            | Krai de Krasnodar       | Sétimo Lugar                                                       | Estádio Vityaz        | 8.000      | 0 (não possui)        | 6             |
| FC Dinamo Stavropol                | Stavropol          | Krai de Stavropol       | Quarto Lugar                                                       | Estádio Dínamo        | 15.589     | 0 (não possui)        | 5             |
| FC Spartak KavkazTransGaz Izobilny | Izobilnensky       | Krai de Stavropol       | Décimo Sexto Lugar                                                 | Estádio Fakel         | 1.290      | 0 (não possui)        | 6             |
| FC Sudostroitel Astracã            | Astracã            | Oblast de Astracã       | Décimo Sétimo Lugar                                                | Estádio Astracã       | 5.000      | 0 (não possui)        | 5             |
| FC Krasnodar-2000                  | Krasnodar          | Krai de Krasnodar       | Terceiro Lugar                                                     | Estádio Trud          | 1.000      | 0 (não possui)        | 4             |
| FC Jemtchujina Budyonnovsk         | Budyonnovsk        | Krai de Stavropol       | Décimo Segundo Lugar                                               | Estádio Yunost        | 3.000      | 0 (não possui)        | 5             |
| FC SKVO Rostov do Don              | Rostov do Don      | Oblast de Rostov        | Quinto Lugar                                                       | Estádio SKA SKVO      | 27.300     | 1 (2001 Zona Sul)     | 10            |
| FC Mashuk-KMV Pyatigorsk           | Pyatigorsk         | Krai de Stavropol       | Décimo Lugar                                                       | Estádio Central       | 10.630     | 0 (não possui)        | 7             |
| FC Tekstilshchik Kamyshin          | Kamyshin           | Oblast de Volgogrado    | Décimo Quinto Lugar                                                | Estádio Tekstilshchik | 7.500      | 0 (não possui)        | 2             |
| FC Olímpia Volgogrado              | Volgogrado         | Oblast de Volgogrado    | Vice Campeão                                                       | Estádio Olímpia       | 3.200      | 0 (não possui)        | 5             |
| FC Torpedo Volzhsky                | Volzhsky           | Oblast de Volgogrado    | Décimo Oitavo Lugar (Zona Ural-Volga)                              | Estádio Loginov       | 7.000      | 1 (Zona Central 1994) | 8             |
| FC Volgar Gazprom Astracã          | Astracã            | Oblast de Astracã       | Rebaixado do Campeonato Russo de Futebol de 2003 - Segunda Divisão | Estádio Central       | 21.500     | 0 (não possui)        | 7             |
| FC Rotor Volgogrado B              | Volgogrado         | Oblast de Volgogrado    | Acesso pelo Campeonato Russo de Futebol de 2003 - Quarta Divisão   | Estádio Central       | 32.120     | 0 (não possui)        | 2             |

## Participantes da Zona Ural-Volga
| Equipe                       | Cidade         | Região                   | No ano anterior                                                    | Estádio                 | Capacidade | Títulos                            | Participações |
| ---------------------------- | -------------- | ------------------------ | ------------------------------------------------------------------ | ----------------------- | ---------- | ---------------------------------- | ------------- |
| FC Dínamo Ijevsk             | Ijevsk         | Udmúrtia                 | Décimo Sétimo Lugar                                                | Estádio Torpedo         | 19.200     | 0 (não possui)                     | 10            |
| FC Sodovik Sterlitamak       | Sterlitamak    | Bascortostão             | Terceiro Lugar                                                     | Estádio Sodovik         | 6.200      | 0 (não possui)                     | 10            |
| FC Zenit Cheliabinsk         | Cheliabinsk    | Oblast de Cheliabinsk    | Oitavo Lugar                                                       | Estádio Central         | 15.000     | 0 (não possui)                     | 7             |
| FC Gazovik Oremburgo         | Oremburgo      | Oblast de Oremburgo      | Sétimo Lugar                                                       | Estádio Gazovik         | 4.950      | 0 (não possui)                     | 9             |
| FC Dínamo Kirov              | Kirov          | Oblast de Kirov          | Décimo Sexto Lugar                                                 | Estádio Rússia          | 2.000      | 0 (não possui)                     | 7             |
| FC Nosta Novotroitsk         | Novotroitsk    | Oblast de Oremburgo      | Quinto Lugar                                                       | Estádio Metallurg       | 10.000     | 0 (1999 Zona Ural)                 | 12            |
| FC Alnas Almetyevsk          | Almetyevsk     | Tartaristão              | Décimo Lugar                                                       | Estádio Alnas           | 7.000      | 0 (não possui)                     | 5             |
| FC Stroitel Ufa              | Ufa            | Bascortostão             | Nono Lugar                                                         | Estádio Neftyanik       | 4.500      | 0 (não possui)                     | 4             |
| FC Lukoil Cheliabinsk        | Cheliabinsk    | Oblast de Cheliabinsk    | Vice Campeão                                                       | Estádio Central         | 15.000     | 0 (não possui)                     | 3             |
| FC Volga Ulianovsk           | Ulianovsk      | Oblast de Ulianovsk      | Quarto Lugar                                                       | Estádio Trud            | 10.000     | 0 (não possui)                     | 8             |
| FC Energetik Uren            | Urensky        | Oblast de Níjni Novgorod | Sexto Lugar                                                        | Estádio Energetik       | 3.000      | 0 (não possui)                     | 9             |
| FC Lada SOK Dimitrovgrad     | Dimitrovgrad   | Oblast de Ulianovsk      | Décimo Segundo Lugar                                               | Estádio Torpedo         | 5.000      | 0 (não possui)                     | 8             |
| FC Lokomotiv Níjni Novgorod  | Níjni Novgorod | Oblast de Níjni Novgorod | Décimo Primeiro Lugar                                              | Estádio Lokomotiv       | 17.856     | 0 (não possui)                     | 3             |
| FC Volga Níjni Novgorod      | Níjni Novgorod | Oblast de Níjni Novgorod | Décimo Quarto Lugar                                                | Estádio Lokomotiv       | 17.856     | 0 (não possui)                     | 3             |
| FC Tobol Kurgan              | Kurgan         | Oblast de Kurgan         | Décimo Quinto Lugar                                                | Estádio Central         | 8.000      | 0 (não possui)                     | 10            |
| FC Rubin Kazan B             | Cazã           | Tartaristão              | Acesso pelo Campeonato Russo de Futebol de 2003 - Quarta Divisão   | Estádio Central de Cazã | 28.500     | 0 (não possui)                     | 1             |
| FC Ural Sverdlovskaya Oblast | Ecaterimburgo  | Oblast de Sverdlovsk     | Rebaixado do Campeonato Russo de Futebol de 2003 - Segunda Divisão | Estádio Central         | 30.000     | 2 (2001 Zona Ural, 2002 Zona Ural) | 6             |
| FC Lada Togliatti            | Togliatti      | Oblast de Samara         | Rebaixado do Campeonato Russo de Futebol de 2003 - Segunda Divisão | Estádio Torpedo         | 18.000     | 0 (não possui)                     | 1             |

## Regulamento
O campeonato foi disputado no sistema de pontos corridos em turno e returno nos cinco torneios. Os campeões das Zonas se classificavam diretamente para o Campeonato Russo de Futebol de 2004 - Segunda Divisão e os dois últimos colocados de cada zona eram rebaixados para o Campeonato Russo de Futebol de 2004 - Quarta Divisão.Porém, dadas as desistências de vários clubes, poucos realmente foram rebaixados.

## Resultados do Campeonato

### Resultados da Zona Oeste
Torpedo de Vladimir foi o campeão e ascendeu para a segunda divisão russa. 

Alnaz foi para a quarta divisão russa.

### Resultados da Zona Central
Fakel foi o campeão e ascendeu para a segunda divisão russa.

Não houve rebaixados.

### Resultados da Zona Leste
Chkalovets foi o campeão e ascendeu para a segunda divisão russa.

Não houve rebaixados.

### Resultados da Zona Sul
Dinamo Stavropol foi o campeão e ascendeu para a segunda divisão russa.

Slaviansk foi para para a quarta divisão russa.

### Resultados da Zona Ural-Volga
Ural foi o campeão e ascendeu para a segunda divisão russa. 

Dínamo Ijevsk foi para a quarta divisão russa.

## Campeão
| Campeão Russo da Terceira Divisão de 2004 - Zona Oeste |
| Ficheiro:Lag of Vladimir Oblast.jpg                    |
| ------------------------------------------------------ |
| FC Torpedo Vladimir 1° Título                          |

| Campeão Russo da Terceira Divisão de 2004 - Zona Leste |
| ------------------------------------------------------ |
| FC Chkalovets-1936 Novosibirsk 2° Título               |

| Campeão Russo da Terceira Divisão de 2004 - Zona Central |
| -------------------------------------------------------- |
| FC Fakel Voronej 1° Título                               |

| Campeão Russo da Terceira Divisão de 2004 - Zona Sul |
| ---------------------------------------------------- |
| FC Dínamo Stavropol 1° Título                        |

| Campeão Russo da Terceira Divisão de 2004 - Zona Ural-Volga |
| ----------------------------------------------------------- |
| FC Ural Sverdlovskaya Oblast 3° Título                      |